# Флаг Шапкинского сельского поселения (Ленинградская область)
Флаг муниципального образования «Ша́пкинское сельское поселение» Тосненского муниципального района Ленинградской области Российской Федерации — опознавательно-правовой знак, служащий официальным символом муниципального образования.
Флаг утверждён 2 сентября 2009 года и внесён в Государственный геральдический регистр Российской Федерации с присвоением регистрационного номера 5651.

## Описание флага
«Флаг муниципального образования „Шапкинское сельское поселение“ Тосненского района Ленинградской области представляет собой прямоугольное полотнище с отношением ширины флага к длине — 2:3, воспроизводящее композицию герба муниципального образования „Шапкинское сельское поселение“ Тосненского района Ленинградской области в белом, красном, и жёлтом цветах».
Геральдическое описание герба гласит: «В рассечённом серебром и червленью (красным) поле червлёная гренадерская лейб-кампанская шапка 1741—1762 годов с золотым металлом и плюмажем из червлёных и серебряных страусовых перьев (переменяющих цвета с червлёного на серебре на серебряные в червлении)».

## Обоснование символики

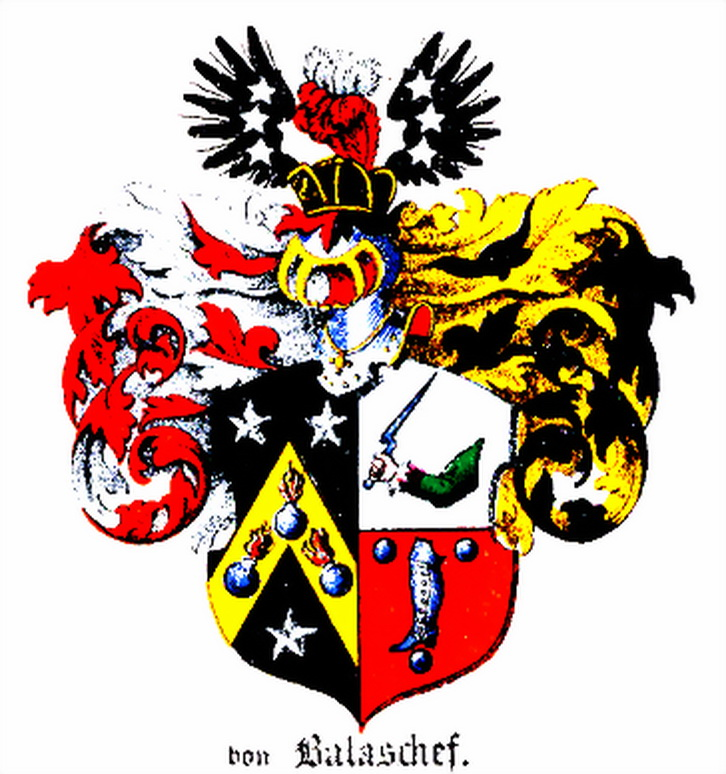
Герб рода Балашовых

Флаг составлен на основании герба муниципального образования, в соответствии с традициями и правилами геральдики и отражает исторические, культурные, социально-экономические, национальные и иные местные традиции.
Топоним Шапки (административный центр поселения) восходит к названию Шапкинских высот, среди которых расположена станция и одноимённая село. Эти высоты, представляющие собой камы, сложенные из песка (достигают 89 метров над уровнем моря) напоминают по своей форме шапки.
Напоминанием о родовом гербе Балашовых — одних из прежних владельцев Шапкинской волости — служит лейб-кампанская гренадерская шапка, изображавшаяся в клейноде родового герба, с другой стороны, этот символ косвенно напоминает и о названии села — Шапки.
Красный цвет — право, мужество, самоотверженность любовь, храбрость, неустрашимость, символ труда, жизнеутверждающей силы, праздника, красоты, солнца и тепла.
Белый цвет (серебро) — чистота помыслов, искренность, правдивость, невинность, благородство, откровенность, непорочность, надежда.
Жёлтый цвет (золото) — постоянство, прочность, знатность, справедливость, верность, благодать, солнечный свет.